# Remi Van Vreckom
Remi Van Vreckom (Denderwindeke, 1 april 1943 - aldaar, 5 december 2000) was een Belgisch beroepswielrenner die actief was van 1965 tot 1970. Hij behaalde in deze categorie 19 overwinningen. Na zijn loopbaan was Van Vreckom ploegleider van het amateursteam de Labiekes uit Denderhoutem.

## Resultaten in voornaamste wedstrijden
| Jaar | Luik-Bast.‑Luik | Waalse Pijl |
| ---- | --------------- | ----------- |
| 1968 | 21e             | 7e          |

Baguet ·
Borremans ·
Bosmans ·
Covent ·
Decabooter ·
De Muynck ·
De Pauw ·
De Thaey ·
De Wolf ·
Deferm ·
Delvael ·
Denson ·
Derboven ·
Desmet ·
Lelangue ·
Lykke ·
Maes ·
Proost ·
Schroeders ·
Scrayen ·
Sels ·
Sorgeloos · 

Stevens ·
Van Aerde ·
Van Damme (tot 31/07) ·
Van De Kerckhove · 
Van Looy ·
Van Steenbergen ·
Van Vreckom ·
Vanderbist ·
Wouters
Baguet ·
Ballegeer ·
De Pauw ·
De Wolf ·
Decraeye ·
Delvael ·
Derboven ·
A. Desmet ·
H. Desmet ·
Himpe ·
Jaroszewicz ·
Lykke ·
Maes ·
Mathy ·
Merckx ·
Peelen ·
Planckaert ·
Schroeders ·
Scrayen ·
Sels ·
Seneca ·
Sercu ·
Severeyns ·
Sorgeloos · 
Staldeur ·
Stevens ·
Van Aerde ·
Van De Kerckhove · 
Van Looy ·
Van Steenbergen ·
Van Vreckom ·
Vandecaveye
Baguet ·
Ballegeer ·
Buysse ·
Daems ·
De Pauw ·
De Pré ·
De Sitter ·
De Wolf ·
Delaere ·
Delvael ·
Derboven ·
Desmet ·
Himpe ·
Hoskens ·
Janssen ·
Jaroszewicz ·
Lelangue ·
Lykke ·
Maes ·
Mattheus ·
Monteyne ·
Poppe ·
Post ·
Scrayen ·
Seeuws ·
Sels ·
Sercu ·
Sorgeloos · 
Stevens ·
Van Aerde ·
Van Hout ·
Van Looy ·
Van Maele ·
Van Steenbergen ·
Van Vreckom ·
Vanden Berghen ·
Verkindere